# Indice de fusion
L'indice de fusion est utilisé en linguistique comme critère de classification typologique d'une langue, en fonction de la facilité de segmentation des mots en leurs morphèmes constitutifs. On l'utilise généralement en combinaison avec l’indice de synthèse.
On distingue classiquement les langues fusionnelles (ou flexionnelles) des langues agglutinantes selon la façon dont les morphèmes s'assemblent dans les mots :
- dans les langues agglutinantes, les mots sont construits par simple concaténation de plusieurs morphèmes.
- dans les langues flexionnelles, les mots peuvent subir des déformations telles que les morphèmes ne sont plus reconnaissables individuellement.

Cet indice permet de situer une langue en fonction du degré de fusion des morphèmes, entre l'indice le plus faible pour les langues agglutinantes « pures », et l'indice le plus fort pour les langues fortement fusionnelles dans lesquelles les morphèmes originaux sont difficilement détectables.
L'indice de fusion n'a pas de signification pour les langues isolantes, puisque chaque mot y est constitué d'un morphème unique.

## Exemple
Le français, où les mots changent selon le contexte de la phrase (le pluriel et la conjugaison, notamment des verbes irréguliers, en fournissent de nombreux exemples) est une langue synthétique de type fusionnel.
Par contre, le turc est une langue agglutinante, dans laquelle les mots, créés par simple concaténation de morphèmes, subissent peu de déformations (sauf pour l'harmonie vocalique). Par exemple, « je suis beau » se traduit par güzelim (güzel-im), « tu es beau » par güzelsin (güzel-sin), et « vous êtes beaux » par güzelsiniz (güzel-sin-iz).
Ces trois exemples montrent bien que si la séparation en morphèmes est évidente en turc, il n'en est pas de même en français.